# Eva Bender
Eva Bender (* 3. Januar 1944 in Junsele, Schweden als Eva Abrahamson) ist eine schwedische Schauspielerin. Sie war in den 1960er und 1970er Jahren ein Star des türkischen Kinos. Sie wurde unter anderem durch die Filmserie Tarkan (1969–1973) bekannt.

## Leben
Im nördlichen Lappland geboren und aufgewachsen lebte Bender ab ihrem sechzehnten Lebensjahr in Stockholm, wo sie auch das Abitur machte und danach eine Zeitlang als Hilfslehrerin arbeitete. In der Türkei war sie zunächst in einem Casino tätig, wurde aber bald als Schauspielerin entdeckt.   
Bereits ab Mitte der 1960er Jahre war Bender in türkischen Spielfilmen zu sehen, in denen sie eine Reihe von Hauptrollen darstellte – in der Regel exotische Schönheiten. Erfolgreich war sie u. a. in der Rolle der deutschen Eva, die sich in Bir Türk'e gönül verdim (1969) in einen türkischen Gastarbeiter verliebt. Dieser Film wurde auch in Deutschland beachtet.  Wiederholt sah man die Schauspielerin als Zauberin Gosha in den beliebten Tarkan-Filmen. 
Von 1968 bis 1972 war Eva Bender mit dem Regisseur Halit Refig verheiratet. Zu dieser Zeit wurde sie auch häufig auf Covern türkischer Illustrierter abgebildet. Danach sah man sie kaum noch in bedeutenden Rollen. 1980 verlegte Bender ihren Lebensmittelpunkt wieder nach Schweden. Einer ihrer letzten Filmauftritte war 1984 in dem türkischen Spielfilm Firar.  
Hıncal Uluç veröffentlichte Ende 2012 in Anlehnung an eine ihrer bekanntesten Rollen den Text Bir Türk'e gönül vermişti über Eva Bender in der türkischen Zeitung Sabah.

## Quelle
- http://www.turknostalji.com/haber/yesilcamin-laponyali-guzeli-eva-bender-739.html
- http://www.sinemalar.com/sanatci/31082/eva-bender